# Antoine Louis de La Tour du Pin de La Charce
Antoine Louis Victor René de La Tour du Pin de La Charce est un homme politique français né le 24 juin 1778 à Paris et décédé le 3 juin 1835 dans la même ville.

## Biographie
Chevalier de Malte et gentilhomme du comte d'Artois, puis de Charles X, lieutenant-colonel de la garde royale, il est député de Seine-et-Marne de 1824 à 1827, siégeant dans la majorité soutenant les ministères de la Restauration.
Il est promu officier de la Légion d'honneur en 1824.

## Sources
- « Antoine Louis de La Tour du Pin de La Charce », dans Adolphe Robert et Gaston Cougny, Dictionnaire des parlementaires français, Edgar Bourloton, 1889-1891 [détail de l’édition]